# لیبینا
لیبینا (به چکی: Libina) یک منطقهٔ مسکونی در جمهوری چک است که در ناحیه شومپرک واقع شده‌است. لیبینا ۲۷٫۲۶ کیلومتر مربع مساحت و ۳٬۴۶۵ نفر جمعیت دارد و ۲۶۹ متر بالاتر از سطح دریا واقع شده‌است.